# RhB řada Gem 4/4
Lokomotivy řady Gem 4/4 jsou čtyřnápravové dvouzdrojové lokomotivy, vyrobené ve spolupráci firem SLM (Schweizerische Lokomotiv- und Maschinenfabrik), BBC (Brown, Boveri & Cie.), vagonky Schindler Waggon AG a Maschinenfabrik Zürich-Oerlikon. Dva kusy byly vyrobeny roku 1966 pro společnost Rhétské dráhy (RhB) v kantonu Graubünden ve východní části Švýcarska. Lokomotivy jsou koncipovány jako univerzální, tedy pro dopravu osobních i nákladních vlaků, především na Berninské dráze, kde mohou na stejnosměrné napájecí soustavě 1 000 V využít elektrický pohon. Na ostatních tratích, elektrifikovaných střídavou soustavou 11 kV 16,7 Hz, mohou být provozovány na pohon dieselový. Za tímto účelem jsou lokomotivy vybaveny dvěma spalovacími motory.

## Vznik a vývoj

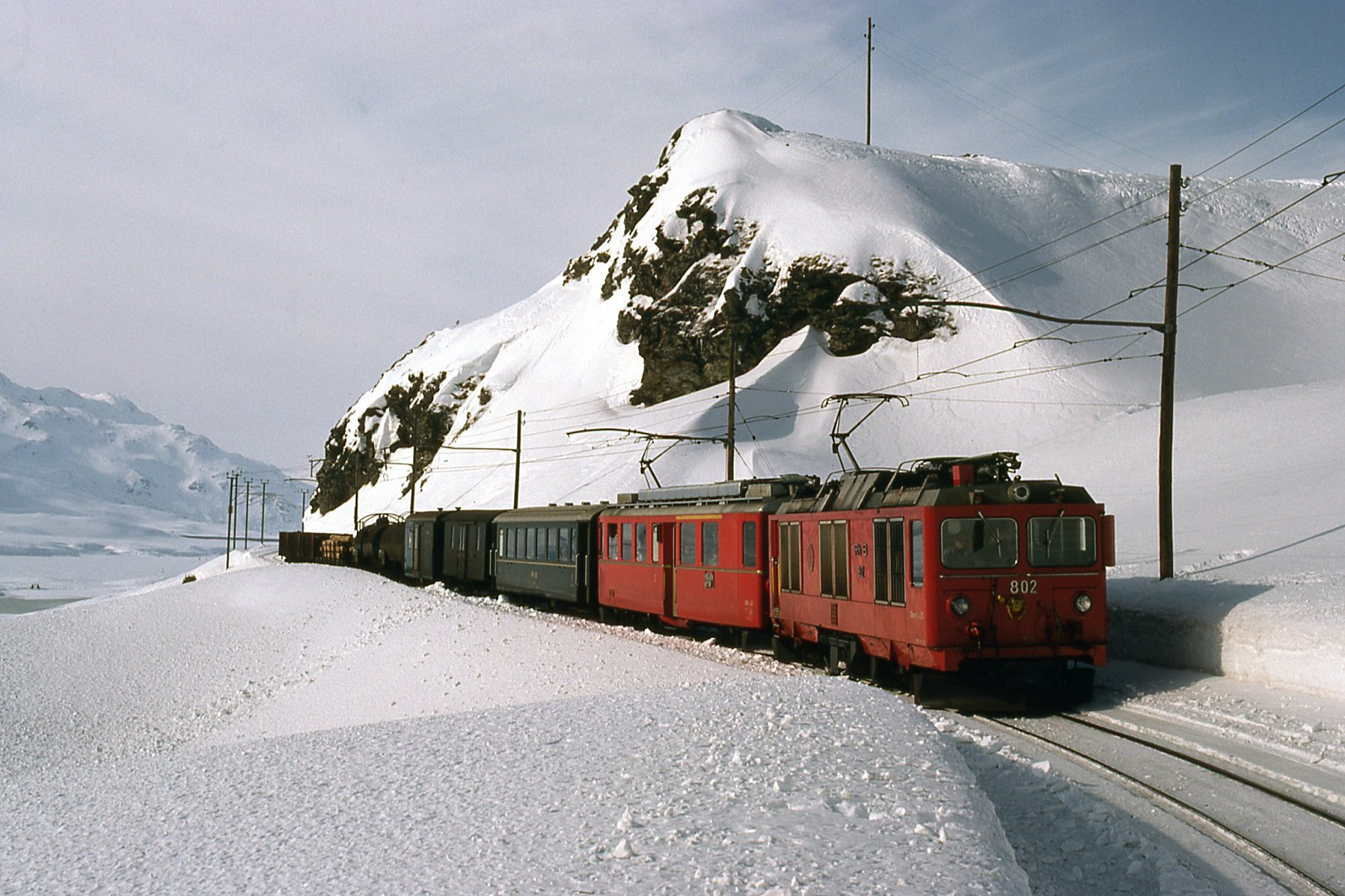
Lokomotiva v 802 v původním provedení (1980)

Počátkem 60. let 20. století dosluhovaly na Rhétské dráze stále parní lokomotivy. Dvě nové lokomotivy řady Gem 4/4 měly být pořízeny jako univerzální lokomotivy, které měly nahradit poslední parní lokomotivy a umožnit vedení vlaků například při napěťových výlukách. Lokomotivy měly být použitelné v dieselelektrickém provozu na celé síti RhB. Kromě toho měl být na trati Bernina možný čistě elektrický provoz.
Původně měla o takovou lokomotivu zájem i Furka-Oberalp-Bahn. Ta si však z finančních důvodů objednala lokomotivu, která byla navržena pouze pro čistě dieselový provoz, nezávislý na trakčním vedení. Nicméně lokomotivy řady HGm 4/4, které byly o rok později, roku 1967, dodány na Furka-Oberalp-Bahn, jsou úzce příbuzné se stroji Gem 4/4 Rhétské dráhy.
Na stavbě strojů o délce téměř 14 metrů a hmotnosti 50 tun se podílely společnosti SLM, SWS, BBC a MFO. Obě lokomotivy byly RhB oficiálně předány v roce 1968 po poměrně dlouhém pětiletém vývoji.

## Popis
Čtyřnápravové lokomotivy inventárních čísel 801 a 802, které byly uvedeny do provozu v roce 1968, mají každá dva dieselové motory se stejnosměrnými generátory a mohou tak jezdit nezávisle na trakčním vedení na celé síti RhB.
Při uvedení do provozu byly lokomotivy červené se stříbrnými větracími mřížkami. V letech 1986–1987 byly upraveny do nového barevného schématu RhB: Šedohnědý rám, červená skříň s dvojjazyčným logem a znakem kantonu Graubünden.

### Mechanická část
Mechanickou část dodala společnost SLM. Z důvodu usnadnění údržby a unifikace jsou některé díly konstrukčně shodné s elektrickými vozy řady ABe 4/4II, vyráběnými ve stejné době. Z nich byly převzaty například kompletní podvozky včetně trakčních motorů a brzdového systému.

### Elektrická část
Z ABe 4/4II byly převzaty i některé komponenty elektrické části, např. řídicí elektronika, a převzaty byly i čtyři trakční motory.

## Provoz

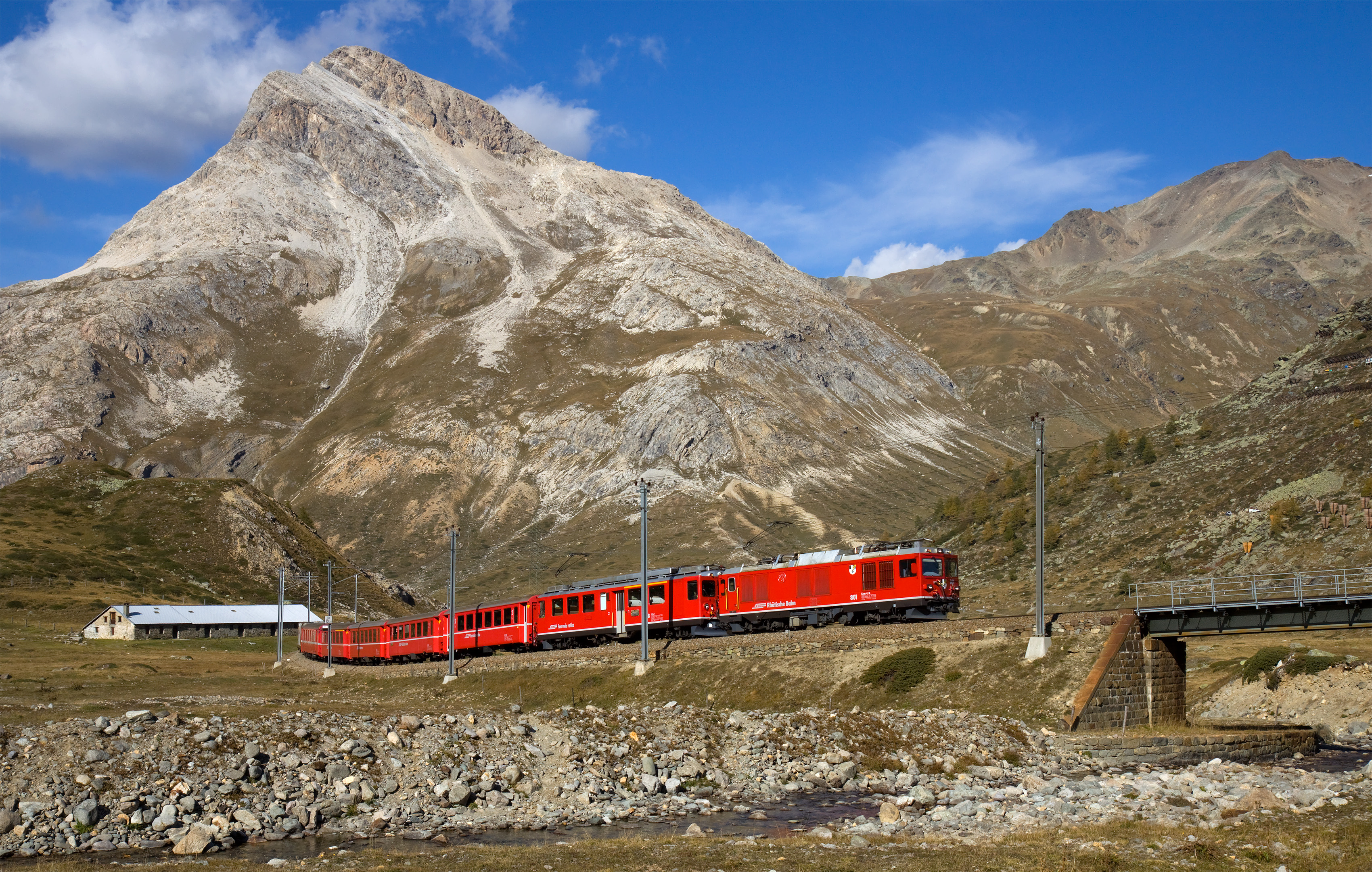
Dvoujspřeží s elektrickým vozem řady ABe 4/4^{II} v čele osobního vlaku

Od dodání je dislokace následující: jedna lokomotiva je umístěna v depu v Pontresině, druhá pak v Poschiavu.
Hlavní oblastí nasazení od uvedení do provozu je Berninská dráha, kde byly obě lokomotivy často provozovány ve smíšené dvojici s elektrickými vozy (řady ABe 4/4II nebo řady ABe 4/4III). Zajišťují také dopravu stavebních vlaků a odklízení sněhu na celé síti RhB.
V letech 1973–1981 byly obě lokomotivy Gem 4/4 vyhrazeny pro letní provoz Bernina Expressu. V Samedanu převzaly od rychlíku z Churu, který přijel po Albulské dráze, přímé vozy směřující do Tirana, a v dieselové trakci je odvezly do stanice Surovas či Bernina Diavolezza, kde došlo k jejich přepnutí na elektrický provoz pod stejnosměrnou soustavou. Poté stroje pokračovaly ve vedení vlaku do Tirana. Dnes se tato forma provozu považuje za hybridní trakci.

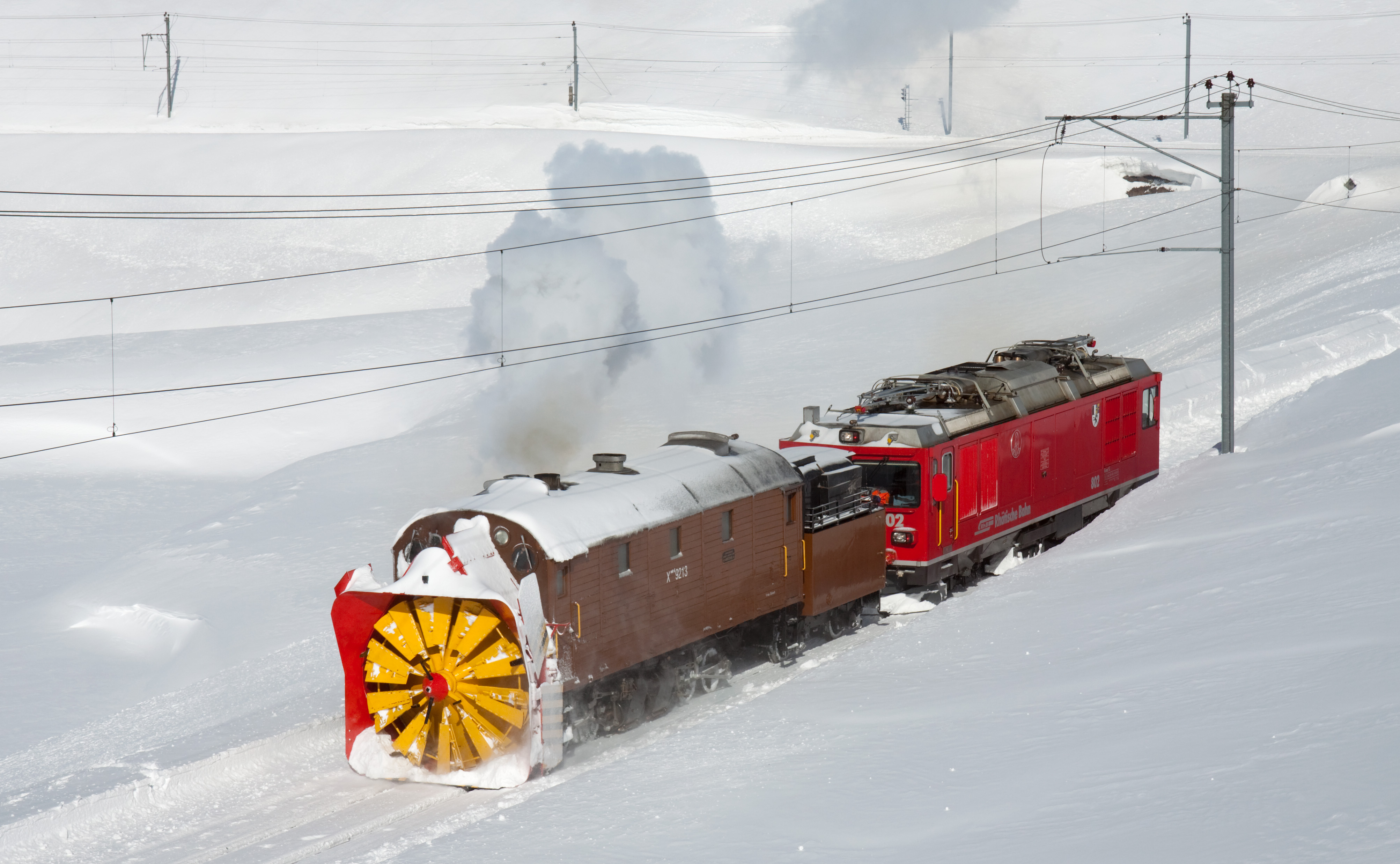
Lokomotiva Gem 4/4, sunoucí parní sněhovou frézu

Poté, co byla kolej č. 3 v Pontresině od roku 1981 vybavena přepínatelným trakčním vedením, jezdily přímé vozy z Churu s běžnou lokomotivou RhB (Ge 4/4II či Ge 4/4III) do Pontresiny pod střídavým napětím 11 kV 16,7 Hz. Po zastavení se lokomotiva odpojí a trakční vedení se přepne na stejnosměrný proud 1000 V. Hnací vozidla Berninské dráhy (většinou motorové vozy ABe 4/4II nebo ABe 4/4III, případně smíšené s lokomotivami Gem 4/4) jsou následně přivěšena k vlaku. Po plánované zastávce, trvající 7 minut, pokračuje vlak pod stejnosměrnou soustavou přes Berninu.
Uvedením do provozu nových jednotek Allegra (řada ABe 8/12) v roce 2011 skončila i tato vozba, jelikož byly přímé vlaky z Churu do Tirana (zejména Bernina Express) vedeny nově touto jednotkou, umožňující provoz pod oběma napájecími soustavami.

## Přehled lokomotiv
| Inventální číslo | Jméno      | Uvedení do provozu | Rekonstrukce |
| ---------------- | ---------- | ------------------ | ------------ |
| 801              | Steinbock  | 1968               | 2002         |
| 802              | Murmeltier | 1968               | 2003         |

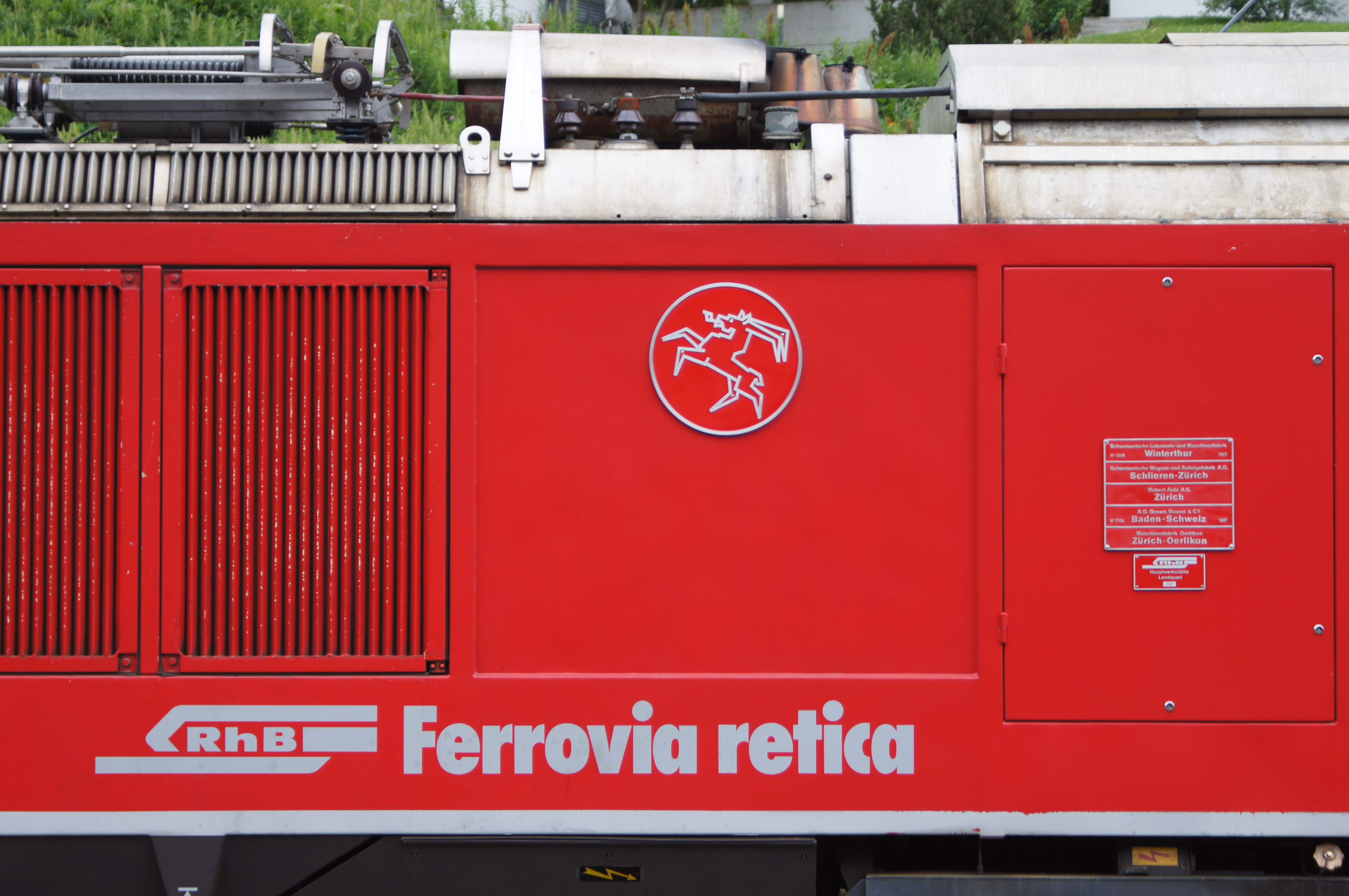
Kozoroh (Steinbock) na bočnici lokomotivy 801

Obě lokomotivy jsou od dodání pojmenovány podle dvou typických druhů zvířat, vyskytujících se v přírodě podél tratí Rhétské dráhy.

## Rekonstrukce

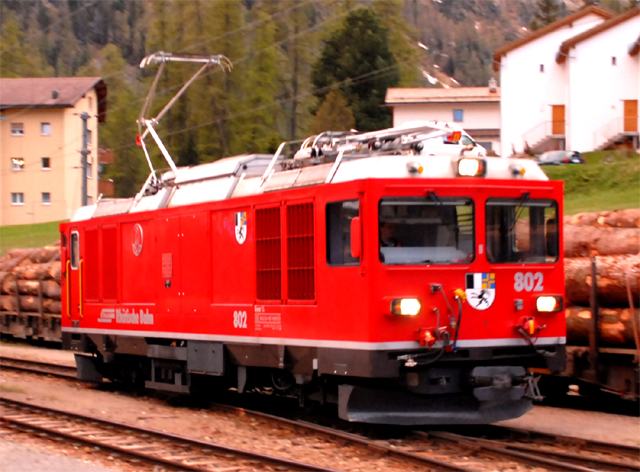
Lokomotiva 802 po generální opravě

V roce 2000 byla v hlavních dílnách RhB v Landquartu po požáru kompletně zrekonstruována lokomotiva číslo 801. V průběhu opravy byly vyměněny následující součásti:
- Obě kabiny strojvedoucího byly odděleny a nahrazeny novými. Řídicí pult byl upraven tak, že je až na detaily shodný s lokomotivou řady Ge 4/4III.
- Původní spalovací motory byly nahrazeny novými, rovněž dvanáctiválcovými motory Cummins, každý o výkonu 709 kW (namísto původních 485 kW).
- Kabiny strojvedoucího byly prodlouženy vždy o 22 cm.
- Řídicí elektronika byla nahrazena mikroprocesorovou.
- V kabině strojvedoucího byla instalována klimatizace.

Lokomotiva 802 byla rovněž přestavěna ve stejném duchu v letech 2002/03. Po této generální opravě jsou obě lokomotivy opět v zářivé červené barvě RhB. Obě lokomotivy lze - kromě provozních čísel - rozlišit podle stříbrných znaků na bocích, které na lokomotivě 801 zobrazují kozorožce a na lokomotivě 802 sviště.